# Mortantsch
Mortantsch é um município da Áustria, situado no distrito de Weiz, no estado da Estíria. Tem 17,47 km² de área e sua população em 2019 foi estimada em 2.162 habitantes.